# Pedagogia llibertària
La pedagogia llibertaria és una corrent educativa que vol aconseguir un mètode d'aprenentatge en el qual les persones es desenvolupen lliurement, sense que ningú imposi cap tipus d'autoritat, ja que es considera que aquesta és un impediment per assolir l'objectiu: aconseguir persones lliures, responsables, justes, igualitàries i felices.
Aquesta pedagogia va sorgir de l'experiència de diferents pedagogs que s'identificaven amb l'anarquisme, que pretén crear una societat justa, solidària i participativa. Per aquest motiu, les seves idees pedagògiques intenten ser acords amb aquestes màximes.
El més important per als partidaris de la pedagogia llibertaria és que els individus decideixin, conscients de les seves limitacions, el que els interessa aprendre i com volen fer-ho sense que ningú hagi d'imposar ordres. Per fer-ho, posa a l'abast de l'individu tot allò que necessita per assolir els seus objectius d'aprenentatge.
Aquestes alternatives per a la formació dels menuts neixen, normalment, dins de casa. Els pares acostumen a veure que l'educació tradicional no s'adequa al model de família i d'aprenentatge que tenien pensat pels seus petits. Per això, les iniciatives pedagògiques alternatives solen ser projectes privats engegats i sostinguts econòmicament pels mateixos pares i mares. Però un dels problemes dels projectes engegats pels pares és que acostumen a desaparèixer un cop els fills han crescut. En canvi, les escoles lliures públiques permeten que els projectes tinguin una continuïtat en el temps.
Recentment, el model d'escola lliure pública ha començat a sortir a la llum. Sovint anomenades escoles vives, es nodreixen de moltes corrents pedagògiques diferents i acostumen a fugir de les etiquetes.

## Els principis de la pedagogia llibertaria
La llibertat és un concepte bàsic en aquestes escoles. Aquest concepte en les escoles fa referència a una llibertat responsable, la llibertat de prendre decisions sobre la seva pròpia persona en funció de les seves necessitats però en interdependència amb les necessitats de l'altre i del compromís amb el col·lectiu.
L'autonomia de l'individu; en contra de les dependències jerarquitzades i assumides, cada individu té drets i obligacions assumides voluntàriament, responsabilitat col·lectiva i respecte. Les persones afronten els seus propis problemes, creen les seves pròpies conviccions i raonaments.
Els límits són necessaris per aconseguir un espai segur i comprensiu, és de vital importància per al desenvolupament en llibertat del nen o la nena. Per tant, parlem de límits de seguretat i de respecte cap a l'espai, els materials i les altres persones.
L'aprenentatge vivencial i actiu. Les escoles lliures s'estructuren físicament per espais. Crear espais intentant donar resposta a les necessitats i els interessos dels nens i nenes.
La coeducació de sexes i social. L'educació és igual i conjunta, sense discriminació de cap tipus per raons de gènere o econòmic socials.
L'Assemblea esdevé el marc per prendre les decisions de grup sense autoritarisme buscant la millor solució per als problemes, i on s'assumeixen compromisos i s'autocomprova el compliment, on ens comuniquem sincerament amb les altres persones del col·lectiu i on generem participació, la nostra relació amb la resta, la nostra crítica la nostra autoavaluació.
L'assemblea es converteix doncs en el referent de presa de decisions pel que necessita un registre escrit de parers i decisions, a més d'un sistema clar de presa de decisions col·lectiva, per consens, en cas que es pugui fer, i si no per votació. Les assemblees poden ser de grups més petits per temes puntuals que afecten un nombre menor de persones o generals en què participa tot la col·lectivitat. És la pedra angular de l'educació llibertària, ja que en ella sorgeix l'espontaneïtat, la llibertat i la comunicació lliure entre les persones.

## La concepció essencialista i la concepció existencialista
La pedagogía es troba indissolublement unida a la política, contant entre els seus objectius fonamentals la formació d'una ciutadania que s'adapti a determinat sistema polític i econòmic. Per tant, tot model educatiu te per sota una concepció de l'ésser humà que dona sentit a la pràctica pedagògica. Segons Silvio Gallo, la tradició filosòfica-pedagògica recull, grosso modo, dos corrents en la concepció de l'ésser humà: la concepció essencialista i la concepció existencialista.
La primera considera l'ésser humà com a predefinit per una essència que el determina d'una manera externa tal com és. Aquest tipus de concepció de l'ésser humà està recollida en pedagogies com la de Plató que considera l'educació com el desenvolupament d'aquella ciència definitòria fins a apropar-la al seu estat més perfecte, és a dir, a l'estat en què més s'assembli a la idea que el forma.
La segona concepció considera que l'essència de l'ésser humà és interior al mateix i la realitza mitjançant els seus actes, es va construint mitjançant l'acció i no existeix un model al que semblar-se, sinó que aquest model es va realitzant a la vegada que la pròpia identitat al llarg de la vida. És a dir, l'ésser humà és un ésser obert, modificable, i el seu únic límit és l'horitzó infinit de les seves possibilitats. La pedagogia tradicional té a la seva base el primer model de concepció de l'ésser humà. Tot i això, les noves pedagogies beuen de la rama existencialista, sent Jean-Jacques Rousseau en el seu Emili (1762) el precursor d'aquesta tendència. S'hauria d'entendre aquesta concepció existencialista en un sentit lax que compren l'ésser humà com un ésser per formar en les seves diverses facetes, des de la cognoscitiva fins a la moral. Pensadors i pensadores i pedagogs i pedagogues com el propi Silvio Gallo i Francesc Ferrer i Guàrdia reconeixen aquesta concepció de l'ésser humà com una realitat complexa en la base de la nova pedagogia:

## Pedagogia tradicional
La pedagogia tradicional parteix d'aquesta concepció de l'ésser humà no essencialista. Segons aquesta tradició tots tenim les mateixes capacitats i estructures cognoscitives i la labor de l'educació és la transmissió de la cultura. En absolut es parla del desenvolupament d'aquestes capacitats, únicament es consideren les aptituds individuals com una dotació natural dels individus que els distingeix entre els millors i els pitjors capacitats, sense que aquesta sigui una qüestió que es pugui transcendir. Les característiques de l'alumnat venen predeterminades des del seu naixement i son inamovibles, exclusivament l'esforç personal pot fer que s'aconsegueixin els objectius, encara que a vegades alguns alumnes ni tan sols puguin arribar a aconseguir-los degut a les seves predisposicions naturals. Això porta a establir una divisió entre aquelles persones que, de manera natural, poden accedir al saber i aquelles que queden relegades a feines manuals i mecàniques; l'escola és el lloc de preparació per a l'acompliment de rols socials acords a les aptituds individuals que reforça la jerarquització social i la divisió entre classes: obrers i burgesos, treballadors i intel·lectuals, etc.
Encara que aquesta pedagogia pertany al segle xix, un moment en què els estats nació s'estaven consolidant i bullien els temes per la llibertat i la igualtat,és ben cert que el moviment entre classes era virtualment impossible. El compromís de l'escola és amb la cultura, no amb l'alumnat ni amb els possibles problemes socials. Una antropologia essencialista d'aquest tipus ens porta a una pedagogia autoritària i jeràrquica; el centre de l'ensenyança és un corpus de coneixements que l'alumnat ha d'adquirir, sempre adoptant un paper passiu, sent el més important el coneixement i no les persones que s'estan formant. L'alumnat actua únicament com a receptor del saber i no es tenen en compte els seus interessos, desitjos o la formació de la seva personalitat. Els coneixements es transmeten de manera oral o mitjançant demostracions i l'alumnat ha de ser capaç de memoritzar-los i repetir-los. Aquesta és la base de la metodologia de la pedagogia tradicional: és eminentment memorística i se centra en el desenvolupament de la racionalitat teòrica de l'alumnat, en disciplinar la ment i formar hàbits; no estableix una connexió entre la matèria a memoritzar i les vivències dels estudiants, l'èmfasi es posa en el saber i tant l'alumnat com el professorat són només engranatges en la seva transmissió i reproducció. L'alumnat no té llibertat de decisió quant a la gestió del seu propi aprenentatge, ja que no se’l considera preparat ni intel·lectual ni moralment per distingir el que li convé o el que és correcte o el que és verdader, quedant aquestes categories a disposició de l'organització escolar imposada des de l'Estat. L'escola s'entén com una institució de preparació a l'ésser humà per posar-lo al servei de la societat, pel que s'estableix com a prioritat el manteniment del statu quo de l'ordre social per sobre del desenvolupament individual lliure de cada estudiant.
En l'actualitat podem trobar aquest tipus de pedagogia a les aules, encara que cada vegada en menor mesura; no obstant, no podem desestimar la influència que encara exerceix en el nostre sistema educatiu. La jerarquització, la competitivitat i l'autoritarisme encara tenen cabuda als nostres centres educatius, principalment perquè en alguns àmbits es manté una concepció de l'ésser humà com un ésser tancat, amb determinades estructures innates que no poden ser transcendides. A més, es manté una consideració de les persones durant l'etapa infantil i l'etapa adolescent com éssers humans incomplets, que no poden fer-se càrrec de si mateixos. Aquest tipus de plantejaments son posats en qüestió des de les noves pedagogies, que suposen un trencament amb l'autoritarisme i el paternalisme: consideren l'ésser humà un ésser lliure des del seu naixement i l'educació com una guia i un recolzament per al desenvolupament de les capacitats i interessos de cada persona.

## Models pedagògics de pedagogies lliures
Tant Summerhill School com Paideia poden classificar-se dins de les anomenades escoles lliures o democràtiques. La característica principal d'aquest tipus d'escoles és la seva organització horitzontal i antiautoritaria, on es fonamenta la llibertat individual, el respecte i la responsabilitat. Tant Alexander Sutherland Neill com Josefa Martín Luengo, fundador i fundadora de llurs escoles, coincideixen que la seva pretensió és la de formar persones lliures i felices. A.S.Neill diu, referint-se a Summerhill:
No s'ha de confondre el concepte de llibertat que s'està utilitzant en aquestes escoles amb el de llibertinatge; el fet que no existeixi una jerarquia i el poder sigui horitzontal, no vol dir que tampoc existeixi el respecte necessari per a la vida en comú.
Els estudiants de Summerhill i Paideia són perfectament conscients de que els límits de la seva llibertat estan en el respecte cap als altres i en la responsabilitat amb el col·lectiu i amb ells mateixos. No es viu un estat de barbàrie, incivilització o caos en aquestes escoles, al contrari, es practica un civisme democràtic on les propostes són discutides i votades utilitzant el diàleg i no la violència, la raó i no la imposició moral o legal injustificada. Les dos escoles tenen un enorme potencial de transformació social, aposten per un tipus de societat basada en la convivència democràtica, tolerant i respectuosa amb les diferències individuals, antijeràrquiques i autogestionada, on els ciutadans participen activament de les decisions polítiques. Tot i això, existeix una diferència entre el seu concepte d'activisme polític: mentre Summerhill veu en l'educació el mitjà per portar a terme el canvi social, Paideia participa d'una ideologia anarquista, pel que reivindiquen l'acció directa i un canvi social actiu, no únicament mitjançant l'educació. Una altra de les diferències entre Paideia i Summerhill és la seva manera d'entendre l'antiautoritarisme i l'autogovern. Summerhill pertanyeria al conjunt d'escoles democràtiques no directives que prenien la llibertat com un mitjà: l'ésser humà, per ser lliure ha de créixer i viure en llibertat. D'una altra banda, Paideia, tot i haver sigut fundada com una escola de tendència no directiva, en l'actualitat està més compromesa amb l'acció política i una concepció evolutiva de les etapes de desenvolupament de l'ésser humà, pel que considera la llibertat com una finalitat a aconseguir i a l'educador/a com un/a facilitador/a de la mateixa, ampliant els espais de llibertat de l'alumnat en funció del seu nivell de maduresa i responsabilitat.

## Adaptació de la pedagogia llibertària
Sovint les diferents escoles creades amb aquesta pedagogia són sustentades únicament per les aportacions dels pares, per això el seu cost és prou elevat. Introduint aquest sistema a les escoles públiques s'aconsegueix que sigui accessible a tothom i pugui donar-se a conèixer a altres famílies.
Un dels principals problemes amb què es troben les escoles vives és l'adaptació del currículum directiu de la Generalitat amb el ritme propi de l'infant, que pot no ser el mateix. Per això el model privat és especialment abundant en l'educació infantil, però comença a desaparèixer un cop iniciada la primària. És en aquest moment quan s'inicia l'etapa d'escolarització obligatòria dels infants, a partir dels sis anys, i la falta de regulació de les escoles lliures fa que la seva continuïtat perilli.
L'absència d'objectius marcats fa que els nens puguin començar a familiaritzar-se amb la rutina de l'escola i de l'aprenentatge seguint les seves pròpies necessitats i el ritme amb el que se sentin còmodes. Els partidaris d'aquest model aprofiten els primers anys d'escolarització per incentivar l'interès i la curiositat dels petits.
A partir dels sis anys és el moment en què la Generalitat comença a comprovar l'assoliment dels coneixements del currículum, és a dir, les competències bàsiques. El model lliure no és incompatible amb el compliment dels objectius curriculars o amb el finançament públic. El que es pretén és respectar el ritme de l'infant en tant que no se l'obliga a acumular coneixements fins que aquests no l'interessin.